# Colaspis
Colaspis là một chi bọ cánh cứng trong họ Chrysomelidae.
Chi này được Fabricius miêu tả khoa học năm 1801.

## Các loài
Các loài trong chi này gồm:
- Colaspis braxatibiae Blake, 1978
- Colaspis brownsvillensis Blake, 1975
- Colaspis corumbensis Blake, 1978
- Colaspis diduma Blake, 1975
- Colaspis ekraspedona Blake, 1978
- Colaspis flavantenna Blake, 1978
- Colaspis guatemalensis Blake, 1975
- Colaspis juxaoculus Blake, 1978
- Colaspis lampomela Blake, 1978
- Colaspis manausa Blake, 1978
- Colaspis paracostata Blake, 1978
- Colaspis purpurala Blake, 1978
- Colaspis shuteae Blake, 1975
- Colaspis spinigera Blake, 1975